# Rue Roquelaine
Pour l’article homonyme, voir Place Roquelaine.
La rue Roquelaine est une voie de Toulouse, chef-lieu de la région Occitanie, dans le Midi de la France.

## Situation et accès

### Description
La rue Roquelaine est une voie publique. Elle se trouve dans le quartier Matabiau.
Elle naît perpendiculairement au boulevard de Strasbourg. Elle est rectiligne, d'une largeur régulière de 10 mètres et longue de 424 mètres, orientée au nord-est. Elle rencontre, après 123 mètres, la rue Claire-Pauilhac, puis, successivement la rue Saint-Orens, qu'elle reçoit à droite, et la rue Zacharie, à laquelle elle donne naissance à gauche. Elle se termine au carrefour de la place Roquelaine, délimitée par les rues Alexandre-Falguière et Matabiau. Elle est prolongée au nord par la dernière partie de la rue Matabiau, qui aboutit au pont du même nom et au canal du Midi, et au-delà par l'avenue de Lyon et la rue du Faubourg-Bonnefoy.
La chaussée compte une seule voie de circulation automobile en sens unique, de la place Roquelaine vers le boulevard de Strasbourg. Elle appartient à une zone 30 et la vitesse y est limitée à 30 km/h. Il existe une bande cyclable pour les cyclistes circulant à contre-sens.

### Voies rencontrées
La rue des Chalets rencontre les voies suivantes, dans l'ordre des numéros croissants (« g » indique que la rue se situe à gauche, « d » à droite) :
1. Boulevard de Strasbourg
2. Rue Claire-Pauilhac
3. Rue Saint-Orens (d)
4. Rue Zacharie (g)
5. Place Roquelaine

### Transports
La rue Roquelaine n'est pas directement desservie par les transports en commun. Elle débouche cependant sur la place Jeanne-d'Arc, où se trouve une gare de bus pour les lignes de Linéo L9 et de bus 1523394570, ainsi que des navettes AéroportVille. Le long des boulevards Lazare-Carnot et de Strasbourg se trouvent également les arrêts des lignes de Linéo L1L14 et de bus 29, ainsi que la station Jeanne-d'Arc, sur la ligne de métro . Au nord, le boulevard Matabiau est également parcouru par les lignes de bus 1527.

## Odonymie
La rue Roquelaine fut tracée à travers des terrains qui appartenaient au XIXe siècle, une famille de pépiniéristes installée au faubourg Bonnefoy, les Roquelaine. Pierre Roquelaine (1811-1860) fut également conseiller municipal sous la monarchie de Juillet après les élections de 1843. En 1848, il défendit des positions républicaines et fut président de la commission municipale entre juin et août 1848, puis conseiller général de la Haute-Garonne pour le canton de Toulouse-Nord entre 1848 et 1852. En décembre 1851, il s'opposa au coup d'État de Louis-Napoléon Bonaparte et fut interné à Château-Gontier (Mayenne).

## Histoire
La rue est tracée en 1860 sur des terrains appartenant à la famille Roquelaine, mais aussi aux frères Naudin et aux héritiers Raspaud. Elle n'est cependant pas pavée, ni entretenue, car le percement de la rue s'est fait sans autorisation municipale. En 1879, le sol de la rue est donné à la ville par Mme F.-B.-D. Roquelaine.

## Patrimoine et lieux d'intérêt

### Réseau Canopé
- no  1-3 : Réseau Canopé[5].

### Immeubles et maisons
- no  7 : immeuble (deuxième moitié du XIXe siècle)[6].
- no  16 : immeuble (deuxième moitié du XIXe siècle)[7].
- no  17 : immeuble (deuxième moitié du XIXe siècle, Étienne Gazagne)[8].
- no  20 : maison (deuxième moitié du XIXe siècle)[9].
- no  23 bis-25 : immeuble (deuxième moitié du XIXe siècle)[10].
- no  26 : maison (premier quart du XXe siècle)[11].
- no  38 bis-38 ter : immeuble Mortera (1940, René Kieger)[12].
- no  40 bis : immeuble Bourbon (1939)[13].
- no  43 : maison (deuxième moitié du XIXe siècle)[14].
- no  56 : maison (deuxième moitié du XIXe siècle)[15].

## Personnalité
- Charles Lefebvre (1888-1968) : doyen de la faculté de médecine et de pharmacie de l'université de Toulouse, il fut aussi le fondateur du centre régional de transfusion sanguine (CRTS) de Purpan. Il meurt à son domicile, au no 28 rue Roquelaine[16].

- Auguste Tranié (1862-1931) : pendant la Première Guerre mondiale, il se bat avec l'armée d'Orient. Promu général et commandant inter-armes en juin 1918, il accompagne Louis Franchet d'Espèrey et perce le front de Salonique, puis libère en trois semaines la Serbie. Après la guerre, il est désigné gouverneur de Budapest, puis de Fiume. Il meurt à son domicile (emplacement de l'actuel no 30)[17].